# Glenfiddich
Glenfiddich ([ɡlɛnˈfɪdɪç], рус. Гленфиддих) — бренд шотландского виски (скотча), производящегося в долине реки Фиддих, что неподалёку от шотландского города Дафтаун. Бренд принадлежит шотландской компании William Grant & Sons. Виски Гленфиддих — односолодовый. Правильным вариантом произношения является «Гленфиддих».

## История

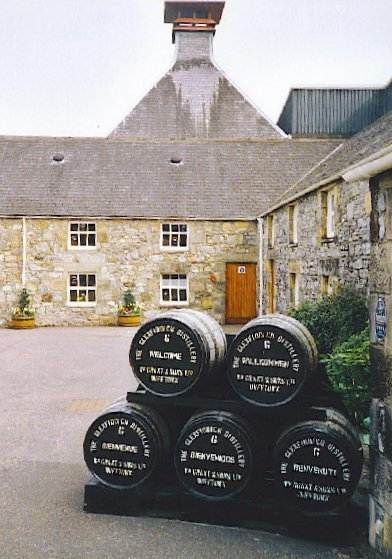
Glenfiddich Distillery

Вискокурня была основана в 1886 году известным мастером дистиллерии Уильямом Грантом. Грант решил создать новый бренд виски. В течение года он со своей многочисленной семьёй (9 детей) построил винокурню и назвал новый бренд в честь долины, в которой расположилась винокурня — Glenfiddich, что в переводе с гэльского языка означает «оленья долина». Эмблема бренда — оленья голова. С тех пор семья Грантов владеет этой винокурней и производит односолодовые виски, с минимальной выдержкой в 12 лет. С 1957 года бутылка Glenfiddich имеет характерную треугольную форму (может продаваться в тубе такой же формы или в цилиндрической) ёмкостью 0,7 литра, 1 литр и мини-бутылки 0,05 литра, крепость всех виски этого бренда — 40 — 50 градусов. В 2006—08 годах виски Glenfiddich получили ряд наград на разных международных конкурсах алкогольной продукции.

## Продукция

### Классическая линейка
- Glenfiddich 12 лет — выдерживается не менее 12 лет в отборных бочках из американского или европейского дуба, имеет фруктовый аромат, бутылка зелёного цвета.
- Glenfiddich 15 лет — сначала виски выдерживаются не менее 15 лет раздельно в бочках трёх типов: в бочках из-под хереса, в традиционных бочках и в бочках из нового дуба; а затем в бочках Solera.
- Glenfiddich 18 лет — выдерживается не менее 18 лет в бочках из-под бурбона и в бочках из-под хереса Oloroso.

### Линейка премиум-класса
- Glenfiddich 21 год — выдерживается не менее 21 года, последние четыре месяца — в бочках из-под рома с Карибских островов. Имеет фиолетовый цвет бутылки.
- Glenfiddich 26 лет — односолодовый виски, который провел 26 лет в американских бочках из-под бурбона. Этот релиз был создан в честь годовщины собственности семейного бизнеса Glenfiddich, так как он был основан в 1887 году.
- Glenfiddich 30 лет — выдерживается не менее 30 лет, в бочках из-под бурбона и хереса. Имеет синий цвет бутылки.

### Лимитированные виски
- Glenfiddich 40 лет — ограниченный тираж из 600 бутылок, подписанных лично Питером Гордоном, прапраправнуком Уильяма Гранта, в деревянной коробке и бутылке чёрного цвета.
- Glenfiddich 50 лет — ограниченный тираж из 500 бутылок, подписанных лично Питером Гордоном, прапраправнуком Уильяма Гранта, в деревянной коробке и бутылке белого цвета, один из самых дорогих виски в мире.

## Рекламная кампания
Главный слоган бренда — «every year counts» — «каждый год имеет значение». Также есть ряд других однотипных слоганов, производных от главного, например: «день — это шаг, год — это танго», «день — это мысль, год — это философия».